# Atti degli Apostoli
Gli Atti degli Apostoli sono un testo contenuto nel Nuovo Testamento, scritto in greco antico. La sua redazione definitiva risale probabilmente attorno all'80-90, ma sono state proposte anche datazioni verso il 60-70 d.C. La tradizione cristiana lo attribuisce a Luca, collaboratore di Paolo e autore del Vangelo secondo Luca.
Atti è composto da 28 capitoli e narra la storia della comunità cristiana dall'ascensione di Gesù (1,6-11) fino all'arrivo di Paolo a Roma (28,16), coprendo un periodo che spazia approssimativamente dal 30 al 63 d.C. Oltre che su Paolo, l'opera si sofferma diffusamente anche sull'operato dell'apostolo Pietro.
Il libro descrive il rapido sviluppo, l'espansione e l'organizzazione della testimonianza cristiana prima tra i giudei e poi nelle nazioni che si affacciano sul Mediterraneo.

## Composizione

### Autore e canonicità
La tradizione della chiesa antica è concorde nell'attribuire a Luca sia il Vangelo secondo Luca che gli Atti. Ireneo di Lione (Contro le eresie 3,14,1; 15,1) afferma che Luca, discepolo di Paolo, raccontò negli Atti i suoi viaggi con Paolo; attribuiscono inoltre gli Atti a Luca anche Tertulliano (Contro Marcione 4.2.2), Clemente Alessandrino (Pedagogo 2.1.15 e Miscellanea 5.12.82) come anche il Frammento muratoriano del II secolo. I manoscritti Michigan 1571 del terzo secolo e Chester Beatty I (circa 250), uno dei più antichi manoscritti esistenti del Nuovo Testamento, contengono parti del libro degli Atti. Il libro "neo biblico" di Atti quindi circolava nei primi secoli come parte del catalogo accettato dalle chiese.
Luca sarebbe quindi da intendersi come il medico citato più volte nelle lettere di Paolo (Lettera ai Colossesi, 4,4, Lettera a Filemone, 24,2, Seconda lettera a Timoteo 4,11), anche se della sua presunta professione di medico non vi è prova e in merito al linguaggio da lui usato "studi successivi hanno provato che il linguaggio di Luca non è più tecnico di altri autori dei quali sappiamo che non erano medici".
Oltre che nell'evidenza esterna fornita dalla successiva tradizione cristiana, l'attribuzione di Atti a Luca trova riscontro anche in indizi interni all'opera: sono significativi, in particolare, alcuni passaggi scritti alla prima persona plurale, che riflettono verosimilmente appunti presi dell'autore mentre accompagnava Paolo.
Tali passaggi, riportanti la prima persona plurale («noi»), sono però ritenuti da molti studiosi, anche cristiani, non essere riferibili al personaggio di Luca.  Ad esempio, gli studiosi del Nuovo Grande Commentario Biblico ritengono che "l'interpretazione dei tratti che distinguono il Paolo lucano è difficilmente conciliabile con l'ammissione che il libro degli Atti sia stato scritto da un compagno di Paolo" e "il fatto che Luca stesso sia storicamente distante da Paolo è suffragato fortemente da numerosi fattori che mancano nel ritratto che egli ne fa: non conosce affatto le sue lettere, né l'immagine ampiamente emergente dalle lettere, di un Paolo motivo di controversia nella chiesa né alcuna differenza, o quasi, tra la missione di Paolo e quella, p. es., di Pietro, o di Stefano, o di Filippo. Luca è lo storico che riassume e dà contorni al passato; non è, in nessuno dei due suoi libri, un attore della storia che ci narra" e "il «noi» è più probabilmente un espediente stilistico che un segnale di materiale proveniente da altra fonte e assunto in modo così brusco".
Anche gli studiosi dell'interconfessionale Bibbia TOB, sollevano dubbi in merito: "La concordanza del pensiero degli Atti con quello delle lettere di Paolo resta perlomeno problematica in certi punti, per di più importanti, come, per esempio, la nozione di apostolato oppure il ruolo della legge. Similmente, certe affermazioni o certi silenzi degli Atti risultano veramente sorprendenti: come può, ad esempio, un compagno di Paolo, che di solito si mostra così interessato al problema della conversione dei pagani, non parlare della crisi dei Galati? Questi problemi sono reali" e gli studiosi della École biblique et archéologique française (i curatori della Bibbia di Gerusalemme) rilevano come "seguendo sant'Ireneo, degli esegeti hanno visto nei passi degli Atti che riportano la formula «noi» la prova che Luca fu compagno di Paolo durante il secondo e il terzo viaggio missionario e nel viaggio a Roma via mare. È tuttavia rilevante che Paolo non nomini mai Luca come compagno della sua opera di evangelizzazione. Questo «noi» sembrerebbe dunque piuttosto la traccia di un Diario di viaggio tenuto da un compagno di Paolo (Sila?) e utilizzato dall'autore degli Atti". Raymond Brown, in relazione alla teoria che Luca fosse il compagno di viaggio di Paolo, osserva inoltre che "questa identificazione è ora ampiamente messa in discussione a causa delle inesattezze dell'autore circa la carriera di Paolo (Gal1:16-17 e Atti 9:19-29) e delle differenze dal pensiero di Paolo come lo conosciamo dalle Epistole Paoline".
Non tutti gli studiosi concordano con questo scetticismo: l'esegeta luterano Martin Hengel, per esempio, ritiene credibile che sia stato proprio Luca a scrivere gli Atti come parziale testimone oculare. Nel suo libro Paul Between Damascus and Antioch, egli afferma: "Contrariamente ad un diffuso pregiudizio anti-Lucano diffuso nel mondo accademico attuale, spesso relativamente ignorante sulla storiografia antica, io ritengo che gli Atti siano stati scritti dopo il Terzo Vangelo da Luca, "l'amato medico" (Col. 4:14), che accompagnò Paolo nei suoi viaggi da Gerusalemme in poi. In altre parole, credo che sia, in parte, un resoconto oculare per il tardo periodo dell'apostolo, sul quale non abbiamo più alcuna informazione dalle lettere e la considero una fonte di prima mano". Hengel sottolinea inoltre come il fatto che Luca non conosca le lettere paoline sia segno che gli Atti siano scritti quando ancora era vivo il ricordo dell'apostolo, ma le sue lettere non avevano ancora raggiunto la fama successiva.
Il prologo di Atti 1,1, inoltre, non solo fa riferimento ad un certo Teofilo, dedicatario anche del Vangelo secondo Luca (1,1-4), ma indica espressamente il vangelo come "primo libro". Gli esegeti moderni concordano, quindi, con l'attribuzione di entrambe le opere ad uno stesso autore, principalmente a causa delle «estese concordanze linguistiche e teologiche e riferimenti incrociati tra il Vangelo di Luca e gli Atti».
Sull'identificazione dell'autore con il Luca medico e discepolo di Paolo sono state comunque avanzate anche riserve, ad esempio riguardo al vocabolario utilizzato, non specificatamente medico, come era invece apparso in passato. D'altronde per altri critici, Atti è accurato come il Vangelo di Luca. L'accademico William M. Ramsay, docente di Archeologia Classica presso l'Università di Oxford, professore dell'Università di Aberdeen e studioso del Nuovo Testamento colloca lo scrittore di Atti "fra gli storici di primo rango" e aggiunge "La prima ed essenziale qualità del grande storico è la verità. Ciò che dice deve essere degno di fede"
Attualmente, molti studiosi fanno, comunque, rilevare come Luca non dimostri conoscenza storico-geografica della Palestina di cui scriveva e il teologo cattolico Raymond Brown - nel sottolineare le incongruenze storiche lucane e le differenze presenti anche tra Vangelo di Luca ed Atti - rileva che "uno studio del Vangelo di Luca e degli Atti mostra che Luca aveva delle carenze come storico [e], per esempio, in Atti 5:36 indica Gamaliele, a metà degli anni '30, riferirsi col passato alla rivolta di Teuda che non si è verificata fino ai '40, e poi Luca genera ulteriore confusione facendo riferire a Gamaliele della rivolta guidata da Giuda il Galileo (AD 6) come se venisse dopo la rivolta di Teuda!"; anche per la Nascita di Gesù presentata nel vangelo attribuito a Luca, in merito alla narrazione del censimento, tale teologo sottolinea che "è dubbia su quasi ogni punto, nonostante gli elaborati tentativi degli studiosi per difendere l'accuratezza lucana" e relativamente ai riti della purificazione Brown - così come anche il teologo luterano, Rudolf Bultmann - osserva come Luca non sia stato storicamente corretto e conclude "perché non ammettere semplicemente che Luca si confuse su questo punto, come nel censimento? Io ritengo tali inesattezze essere una prova del fatto che Luca non era cresciuto nell'ebraismo o in Palestina".
Gli esegeti dell'interconfessionale Bibbia TOB sottolineano, inoltre, come spesso Luca dimostri una "mancanza di familiarità con la geografia della Palestina e con diversi usi di questo paese" e, nei resoconti sulla vita di Gesù, "talvolta rivela una profonda indifferenza per la loro cronologia (4,16-30; 5,1-11; 24,51) o per la loro collocazione topografica (10,13-15; 13,34-35; 24,36-49)".
Non tutti condividono però queste critiche: il teologo luterano Martin Hengel, per esempio, loda la conoscenza di Luca della Palestina e dei costumi ebraici dell'epoca, notando come "Luca [...] è mirabilmente ben informato sulle circostanze ebraiche in Palestina, in questo senso paragonabile solo al suo contemporaneo Flavio Giuseppe" e che "il termine «un viaggio di un giorno di sabato», che appare solo qui nel Nuovo Testamento, presuppone una conoscenza incredibilmente intima — per un greco — delle usanze ebraiche». Edward Musgrave Blaiklock, docente di storia classica all'Università di Auckland concorda con tali giudizi, affermando che "Per l'accuratezza dei dettagli [...] Luca è alla pari con Tucidide. Gli Atti degli Apostoli non sono un prodotto scadente di una pia immaginazione, ma un resoconto affidabile."

### Luogo e data
Non è possibile individuare con certezza il luogo di composizione. La tradizione collega Luca con Antiochia, ma esistono indizi anche a favore di Roma. Molti studiosi ritengono inoltre che il libro possa essere stato scritto in Grecia.
Esistono diverse ipotesi anche riguardo alla data di composizione degli Atti. Già nell'antichità venivano proposte sia una data vicina alla morte di Paolo (verso  67) sia una, di poco anteriore, che collocava la stesura degli Atti poco dopo l'arrivo di Paolo a Roma e la sua prima prigionia: questa seconda ipotesi si poggia, in particolare, sul fatto che gli Atti finiscono proprio con il racconto della prigionia romana di Paolo, da collocarsi verso il 63, e se essi fossero stati scritti successivamente, è ragionevole ritenere che Luca avrebbe fornito ulteriori informazioni riguardo a Paolo e alla sua condanna a morte.
Secondo il volume Redating the New Testament di John Arthur Thomas Robinson (1976), sempre a sostegno di questa datazione sono da rilevare i silenzi circa la morte di Giacomo, pilastro della chiesa di Gerusalemme, e la persecuzione di Nerone.
Adolf von Harnack (1851-1930) datò gli Atti degli Apostoli a prima del 65, forse prima del 62. Josef Kürzinger ritenne che la composizione degli Atti fu completata prima dell'esecuzione di Paolo di Tarso nel 64, “altrimenti come avrebbe fatto Luca a parlare dell'indulgenza con la quale Paolo fu trattato nella prigionia romana? O avrebbe potuto Luca dare di Roma una descrizione favorevole dopo la persecuzione di Nerone del 64?”.
Alcuni autori oggi ritengono inoltre che le opere di Luca siano state composte in un arco di tempo relativamente esteso e abbiano trovato la loro redazione definitiva verso il 70. La maggioranza degli studiosi ritiene comunque che la stesura degli Atti sia avvenuta tra l'80 e il 90, subito dopo la composizione del Vangelo secondo Luca.
D'altronde il biblista francese, esegeta, studioso dei testi biblici e traduttore dei Manoscritti del Mar Morto, Jean Carmignac dell'École biblique et archéologique française de Jérusalem, nella sua opera La nascita dei vangeli sinottici ha osservato che: «Fino a quando non sarà trovata una prova oggettiva del contrario, la conclusione più scientifica è di riconoscere che gli Atti sono stati necessariamente composti durante la prigionia romana di Paolo, dunque tra il 61 e il 63»

### Lingua e stile
L'opera è scritta in greco koinè, come i testi degli altri scritti del Nuovo Testamento. Lo stile letterario è quello della versione in greco delle Scritture, la Septuaginta.
Il titolo Atti, documentato fin dal II secolo, riprende il termine greco praxeis: questo, equivalente al latino res gestae, veniva utilizzato nella storiografia ellenistica per descrivere le gesta di re e condottieri.
Dal punto di vista stilistico è interessante notare che Luca, come altri storici ellenistici, utilizza i "discorsi" come elementi narrativi: nei primi capitoli, in particolare, se ne incontrano nove, pari alla metà del testo delle sezioni iniziali.
Come nel Vangelo, il racconto è scandito da tappe di viaggio, seguendo una traiettoria geografica: se nel Vangelo il movimento narrativo era orientato verso Gerusalemme, negli Atti il movimento è invece opposto: da Gerusalemme ci si sposta verso la Giudea, la Samaria, l'Asia Minore e l'Europa, dove si conclude con l'arrivo di Paolo a Roma.

## Struttura e contenuto
L'opera, che è articolata in 28 capitoli, si propone almeno due obiettivi. Il primo è mostrare come la storia di Gesù continui nella storia della Chiesa: con l'Ascensione Gesù non ha ritirato la sua presenza ma l'ha cambiata in una dimensione spirituale e più profonda. Il secondo obiettivo di Luca è offrire ai lettori un modello di comunità e di missione caratterizzati dalla comunione e dalla fiducia nello Spirito. 
Negli Atti si possono distinguere una introduzione e due sezioni.

### Introduzione
L'introduzione (1,1-26) si apre con la dedica a Teofilo e narra degli eventi accaduti tra l'ascensione di Gesù e la vigilia della Pentecoste. Viene raccontata anche la morte di Giuda Iscariota e la sua sostituzione con Mattia nel gruppo degli apostoli.

### Prima sezione
La prima sezione (2,1-15,40) racconta i fatti della Pentecoste e la vita della prima comunità di Gerusalemme, concentrandosi sulle figure di Pietro e soprattutto di Paolo, del quale viene narrata la conversione e la partenza da Gerusalemme (9). I viaggi missionari di Paolo si intrecciano quindi con le prime tensioni tra pagani e giudeo-cristiani, che vengono risolte nel 49 con il Concilio di Gerusalemme (15).

### Seconda sezione
La seconda sezione (16,1-28,31) è dedicata ai viaggi apostolici di Paolo, al suo arresto e alla prigionia a Cesarea. Prosegue quindi con il successivo viaggio verso Roma, con il naufragio a Malta, per concludersi con l'arrivo nella capitale per il processo.

## Simmetria chiastica fra Atti e Vangelo di Luca
Le due opere lucane hanno un collegamento strutturale tra di loro molto più profondo della semplice dedica di entrambe a Teofilo e del richiamo al Vangelo fatto nell'introduzione di Atti. Nella seconda metà del XX secolo numerosi autori hanno evidenziato una struttura chiastica complessiva che impone di leggere le due opere come un singolo lavoro allo scopo di coglierne il significato complessivo.
Il primo indizio di una struttura comune si può leggere nello schema geografico in cui Luca ha costretto la narrazione, forse forzando la realtà storica degli eventi. Il Vangelo inizia inserendo la nascita di Gesù nel contesto del decreto con cui Augusto ordina il censimento di tutto l'impero romano, mentre gli Atti si concludono con la predicazione del vangelo di Gesù a Roma, La predicazione di Gesù inizia in Galilea (Luca 4,14), cioè fra i "gentili" (Mt 4,12-15), e prosegue prima in Samaria e Giudea (Luca 9,51-19, 27) e quindi a Gerusalemme (Luca 19,28-23,46), mentre la predicazione della Chiesa segue il cammino inverso iniziando a Gerusalemme (Atti 2-7), proseguendo in Giudea e Samaria (Atti 8-11) e concludendosi nel mondo pagano (Atti 12 e poi 13-28). Questa sequenza di eventi viene sottolineata da Luca all'inizio di Atti tramite il comando di Gesù agli Apostoli di essergli testimoni "a Gerusalemme, in tutta la Giudea e Samaria e fino ai confini della terra" (Atti, 1,8).
Il centro della vicenda non è la Passione e Risurrezione di Gesù, ma la sua Ascensione, che viene opportunamente raccontata due volte: al termine del Vangelo e all'inizio di Atti. Il significato teologico dell'Ascensione è indicato da Luca tramite il confronto fra inizio e termine del Vangelo. All'inizio, infatti Luca ricorda simbolicamente un atto del culto ebraico, che non può essere portato a termine: Zaccaria esce dal Tempio ma è muto e non può benedire il popolo alzando le mani, come previsto dal culto ebraico; nell'Ascensione, invece, Gesù si manifesta come il vero Sommo Sacerdote che sale al cielo benedicendo la Chiesa nascente con le mani alzate. Il finale del Vangelo, quindi, allude con chiarezza alla teologia, dettagliata nel settimo capitolo della Lettera agli Ebrei, secondo cui il sacerdozio di Cristo è superiore a quello Levitico e all'assistenza che dal cielo Gesù continuerà a fornire alla Chiesa. Vangelo e Atti, quindi, formano un dittico fondato sul parallelismo fra la predicazione di Gesù e quella della Chiesa nascente.
Il parallelismo può essere riscontrato sin dalle prime pagine dei due libri: Gesù, dopo aver ricevuto lo Spirito Santo (Luca 3,21-22), si prepara alla sua missione con 40 giorni di preghiera nel deserto; la Chiesa viene preparata alla sua missione da Gesù durante i 40 giorni che precedono l'Ascensione e con la successiva discesa dello Spirito Santo a Pentecoste. Si osservi, incidentalmente, che le discrepanze fra i due racconti lucani dell'Ascensione sono dovuti alla necessità di inserire solo i dettagli teologicamente rilevanti al libro in cui sono inseriti: la benedizione sacerdotale al termine del Vangelo e i 40 giorni di preparazione all'inizio degli Atti.
Il parallelismo fra i due libri continua nei capitoli successivi (Luca 4-9; Atti 2-7) con l'annuncio dell'avvento del Regno di Dio, testimoniato dai segni indicati dai profeti (Luca 7,18-23): la guarigione dei malati, la cacciata dei demoni, la risurrezione dei morti e il perdono dei peccati. In Giudea e in Samaria, poi, l'attenzione si concentra sulla chiamata degli esclusi dal giudaismo, mentre nei capitoli finali l'annuncio diventa più esplicito ma è accompagnato da persecuzioni nonostante l'innocenza di Gesù e degli apostoli. Alcuni autori hanno stabilito una corrispondenza dettagliata fra i testi dei due libri. La scoperta della dettagliata e simmetrica corrispondenza fra Vangelo di Luca suggerisce che i brani corrispondenti possano anche essere complementari (come visto sopra per la narrazione dell'Ascensione) e perciò lo studio simultaneo dei brani corrispondenti viene raccomandato per una migliore interpretazione del loro significato.

## Teologia
Al di là del quadro storico delle origini delle comunità cristiane offerto dagli Atti, il libro si presenta come un'opera catechetica, che si prefigge uno scopo apologetico (difesa della fede) e teologico (studio su Dio).
L'autore intende presentare gli eventi successivi a quelli narrati nei vangeli per dimostrare come il messaggio di salvezza della vita, morte e resurrezione del Cristo venga esportato dai suoi discepoli per raggiungere Roma e quindi l'ecumène (tutto il mondo abitato).
Il messaggio evangelico esce dai confini giudaici ed attraverso la testimonianza e la predicazione degli apostoli si diffonde nel mondo pagano per gettare le fondamenta della nascente chiesa cristiana.

### Riferimenti
1. 1 2 3 4  Francesco Bianchi, Atti degli Apostoli, Città Nuova, 2003.
2. ↑   At 1,6-11, su La Parola - La Sacra Bibbia in italiano in Internet.
3. ↑   At 28,16, su La Parola - La Sacra Bibbia in italiano in Internet.
4. ↑  F. F. Bruce, The Acts of the Apostle. The Greek Text with Introduction and Commentary Grand Rapids, Eerdmans 1990 (terza edizione riveduta), Capitolo XI, The Text of Acts, pp. 69-80.
5. ↑   Col 4,4, su La Parola - La Sacra Bibbia in italiano in Internet.
6. ↑   Fmt 24,2, su La Parola - La Sacra Bibbia in italiano in Internet.
7. ↑   Tm 4,11, su La Parola - La Sacra Bibbia in italiano in Internet.
8. ↑  Raymond E. Brown, Joseph A. Fitzmyer, Roland E. Murphy, Nuovo Grande Commentario Biblico, Queriniana, 2002, p. 881, ISBN 88-399-0054-3.
9. 1 2 3 4  I. Howard Marshall, The Acts of the Apostles: an introduction and commentary, 1980.
10. ↑  Raymond E. Brown, Joseph A. Fitzmyer, Roland E. Murphy, Nuovo Grande Commentario Biblico, Queriniana, 2002, pp. 880, 944, ISBN 88-399-0054-3. (Cfr anche: Bart Ehrman, Il Nuovo Testamento, Carocci Editore, 2015, pp. 275, 282, ISBN 978-88-430-7821-9.).
11. ↑  Bibbia TOB, Elle Di Ci Leumann, 1997, pp. 2484-2485, ISBN 88-01-10612-2.
12. ↑  Bibbia di Gerusalemme, EDB, 2011, p. 2576, ISBN 978-88-10-82031-5.
13. ↑  Raymond E. Brown, The Birth of the Messiah, Doubleday, 1993, p. 236, ISBN 0-385-47202-1.
14. 1 2  (EN) Martin Hengel, Paul Between Damascus and Antioch: The Unknown Years, Westminster John Knox Press, 1º gennaio 1997,  p. 3, ISBN 978-0-664-25736-1. URL consultato il 20 agosto 2021.
15. ↑   At 1,1, su La Parola - La Sacra Bibbia in italiano in Internet.
16. ↑   Lc 1,1-4, su La Parola - La Sacra Bibbia in italiano in Internet.
17. ↑  Udo Schnelle, The History and Theology of the New Testament Writings, p. 259.
18. ↑  Si veda la dissertazione di dottorato di H.J. Cadbury, The Style and Literary Method of Luke.
19. ↑  W. M. Ramsay, St. Paul the Traveller and the Roman Citizen, London, 1895, p. 4
20. ↑   St. Paul the Traveller and the Roman Citizen decima edizione (PDF) (archiviato dall'url originale il 15 ottobre 2011).
21. ↑  Raymond E. Brown, The Birth of the Messiah, Doubleday, 1993, pp. 239, 395, 413, 447-449, 550-552, 666-668, 682-683, ISBN 0-385-47202-1.
22. ↑  Cfr anche: Bibbia di Gerusalemme, EDB, 2011, p. 2596, ISBN 978-88-10-82031-5.
23. ↑   Lc2,1-7; At5,36-37, su laparola.net.
24. ↑   Lc2,22-39, su laparola.net.
25. ↑  Rudolf Bultmann, History of the Synoptic Tradition, Hendrickson Publisher, 1963, p. 299, ISBN 1-56563-041-6.
26. ↑  Bibbia TOB, Elle Di Ci Leumann, 1997, pp. 2316-2317, ISBN 88-01-10612-2.
27. ↑  (EN) Martin Hengel, Paul Between Damascus and Antioch: The Unknown Years, Westminster John Knox Press, 1º gennaio 1997,  pp. 7-8, ISBN 978-0-664-25736-1. URL consultato il 20 agosto 2021.
28. ↑  (EN) Martin Hengel, Between Jesus and Paul: Studies in the Earliest History of Christianity, Wipf and Stock Publishers, 14 marzo 2003,  p. 107, ISBN 978-1-59244-189-1.
29. ↑  (EN) E. M. Blaiklock, The Archaeology of the New Testament, Zondervan Publishing House, 1970,  p. 96. URL consultato il 20 agosto 2021.
30. ↑   L'anglicano liberale che anticipa la datazione del Nuovo Testamento, su lanuovabq.it, 6 marzo 2022.
31. ↑  (DE) Josef Kürzinger, Die Apostelgeschichte [erklärt von Josef Kürziger], in: Geistliche Schriftlesung. Erläuterungen zum Neuen Testament für die Geistliche Lesung, herausgegeben von Wolfgangg Trilling, Band 5/1, Antiquariat Kretzer.
32. ↑  Jean Carmignac, Nascita dei vangeli sinottici, Cinisello Balsamo, Edizioni San Paolo, 1986, p. 72 ISBN 978-88-215-2832-3
33. 1 2  Luke Timothy Johnson, Daniel J. Harrington, The Acts of the Apostles, 1992.
34. ↑  Bruno Maggioni, Introduzione a Vangeli e Atti, in La Bibbia, Edizioni San Paolo, 2009.
35. ↑   At 1,1-26, su La Parola - La Sacra Bibbia in italiano in Internet.
36. ↑   At 2,1-15,40, su La Parola - La Sacra Bibbia in italiano in Internet.
37. ↑   At 9, su La Parola - La Sacra Bibbia in italiano in Internet.
38. ↑   At 15, su La Parola - La Sacra Bibbia in italiano in Internet.
39. ↑   At 16,1-28,31, su La Parola - La Sacra Bibbia in italiano in Internet.
40. ↑  Robert Morgenthaler, Die Lukanische Geschichts-schreibungals Zeugnis: Gestalt im Gerhalt der Kunst des Lukas, Zurich:Zwingli, 1949, 1:172.
41. ↑  M.D. Goulder,The Chiastic Structure of the Lukan Journey, SE II (=Tu 87; Berlin, Akademie, 1964), p.138.
42. ↑  Kenneth R. Wolfe,  The Chiastic Structure of Luke-Acts and Some Implications for Worship (PDF), SwJT 22(1980):67
43. ↑  Ethel Wallis, "The First and Second Epistles of Luke to Theophilus", JOTT 5.5 (1992):229
44. ↑  Fergus Fearghail, The Introduction to Luke-Acts: A Study of the Role of Luke 1:1-4:44 in the Composition of Luke's Two-Volume, AnBib Investigationes Scientificae in Res Biblicas, Vol. 126, Roma, Editrice Pontificio Istituto Biblico, 1991, pp.84.181
45. ↑  Per esempio:  Literary structure  (chiasmus, chiasm) of Luke-Acts.
46. ↑  Per esempio in:  Acts of Apostles (Fortress Biblical Preaching Commentaries), pp.4-5. (PDF).